# Magazine Z
Le Monthly Magazine Z (月刊マガジンZ, Gekkan Magajin Zetto) était un magazine multimédia de seinen manga, publié par Kōdansha.
En septembre 2008, on a annoncé que le Magazine Z serait stoppé. Le dernier mensuel est sorti en janvier 2009.

## Mangakas et séries publiés dansMagazine Z
- Hideaki Nishikawa
  - Apocrypha Getter Robot Dash
- Yuu Watase
  - Sakura Taisen (manga commissionné par Sega)
- Kia Asamiya
  - Batman: Child of Dreams (manga commissionné par DC Comics)
- Takuya Fujima
  - Deus Vitae
  - Free Collars Kingdom
- Kyu Hayashida
  - Maken X Another
- Toshitsugu Iida
  - Wolf's Rain (créé par Keiko Nobumoto)
- Shinya Kaneko
  - Culdcept
- Katsu Aki
  - Psychic Academy
- Asuka Katsura
  - Le Portrait de Petit Cossette
- Yūichi Kumakura
  - King of Bandit Jing
- Asato Mifune
  - Yukei Seikyo Kukla (scénario de Koji Tazawa)
- Haruhiko Mikimoto
  - Baby Birth (scénario de Sukehiro Tomita)
- Kenichi Muraeda
  - Kamen Rider Spirits (scénario et conception de Shotaro Ishinomori)
- Chiaki Ogishima
  - Heat Guy J (créé by Kazuki Akane)
- Atsushi Soga
  - Turn A Gundam (scénario de Yoshiyuki Tomino)
- Hajime Ueda
  - FLCL
  - Q·Ko-chan: The Earth Invader Girl
- Warabino Kugeko
  - Heroic Age
- Go Nagai
  - Demon Lord Dante
  - Mazinger Angels
- Tohiro Konno
  - Pugyuru
- Narumi Kakinouchi
  - Yakushiji Ryōko no Kaiki Jikenbo (scénario de Yoshiki Tanaka)
- Momotarou Miyano
  - RD Senno Chosashitsu
- Eishi Ozeki
  - Sky Girls
- Yūjiro Izumi
  - Popotan
- Kenji Ishikawa/Kouji Tazawa
  - Metroid (manga commissionné par Nintendo)
- Yoshitomo Akihito
  - Companion